# Handbetriebene Bahn

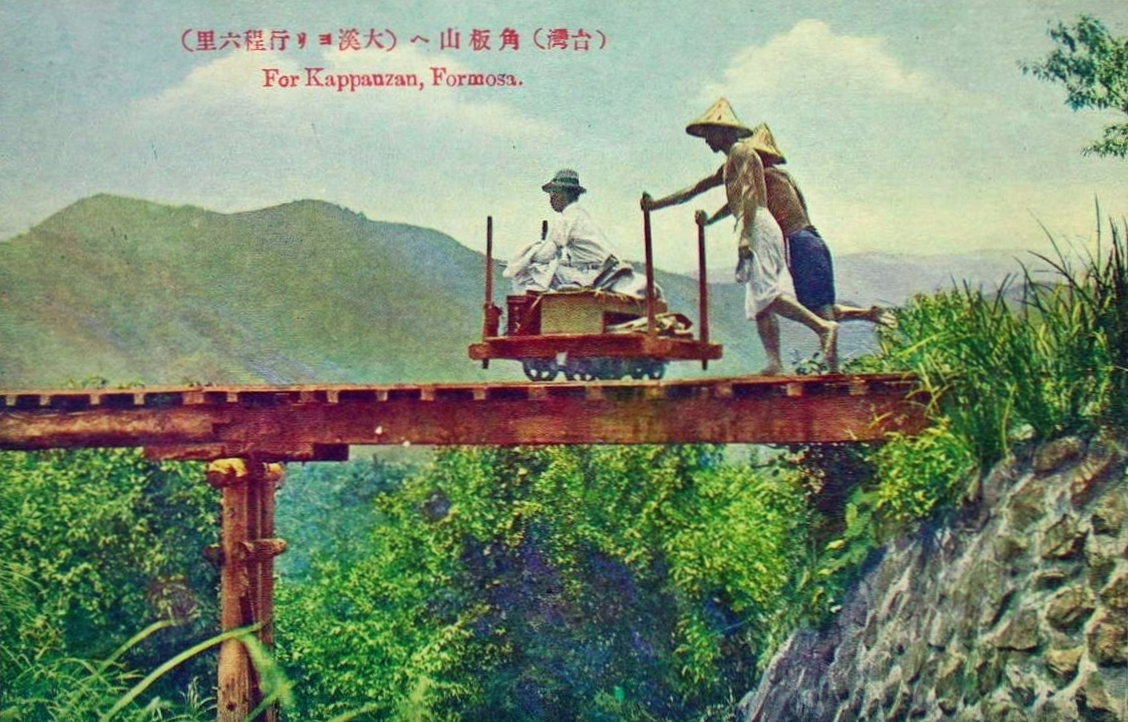
Handbetriebene Bahn in Taiwan zur Zeit, als es eine Kolonie des Japanischen Kaiserreichs war

Eine handbetriebene Bahn, auch Kuli-Bahn oder Trollybahn genannt, stellte eine Sonderform einer schienengebundenen Bahn aus dem 19. und 20. Jahrhundert dar, bei der die Wagen von Menschen gezogen oder geschoben wurden. Grundvoraussetzung war das Vorhandensein billiger Arbeitskräfte.
Auch für den Einsatz auf normalen Bahnen wurden handgetriebene Fahrzeuge in Form der Handdraisine entwickelt und eingesetzt.

## Überblick
Am weitesten waren sie im japanischen Einflussgebiet dieser Zeit verbreitet. In den heutigen Staaten Japan, Nordkorea, der Insel Taiwan und Südkorea existierten mehr als 80 Betriebe dieser Art, 60 allein auf Taiwan. Weitere 18 gab es in den europäischen Kolonien in Afrika, die meisten in Mosambik. Trotz dieses Antriebes erreichten sie, wie die Atami-Bahn zwischen Odawara und Atami, Streckenlängen von mehr als 25 Kilometer.
Bis auf einen Betrieb waren alle bis Ende des Zweiten Weltkrieges eingestellt. Einzig die Anlage in Shenten in Taiwan überlebte bis Ende der 1990er als Touristen-Attraktion. Sie fuhr von Wulai, einem Dorf südlich von Taipeh zu den Wulai-Wasserfällen, einem beliebten Ausflugsziel. Die Wulai Taiche genannte Bahn existiert zwar noch heute, musste im Jahr 2000 aber aus Sicherheitsgründen (zu gefährlich für die Fahrer der Wagen, häufige Unfälle) auf Dieselbetrieb umgestellt werden.

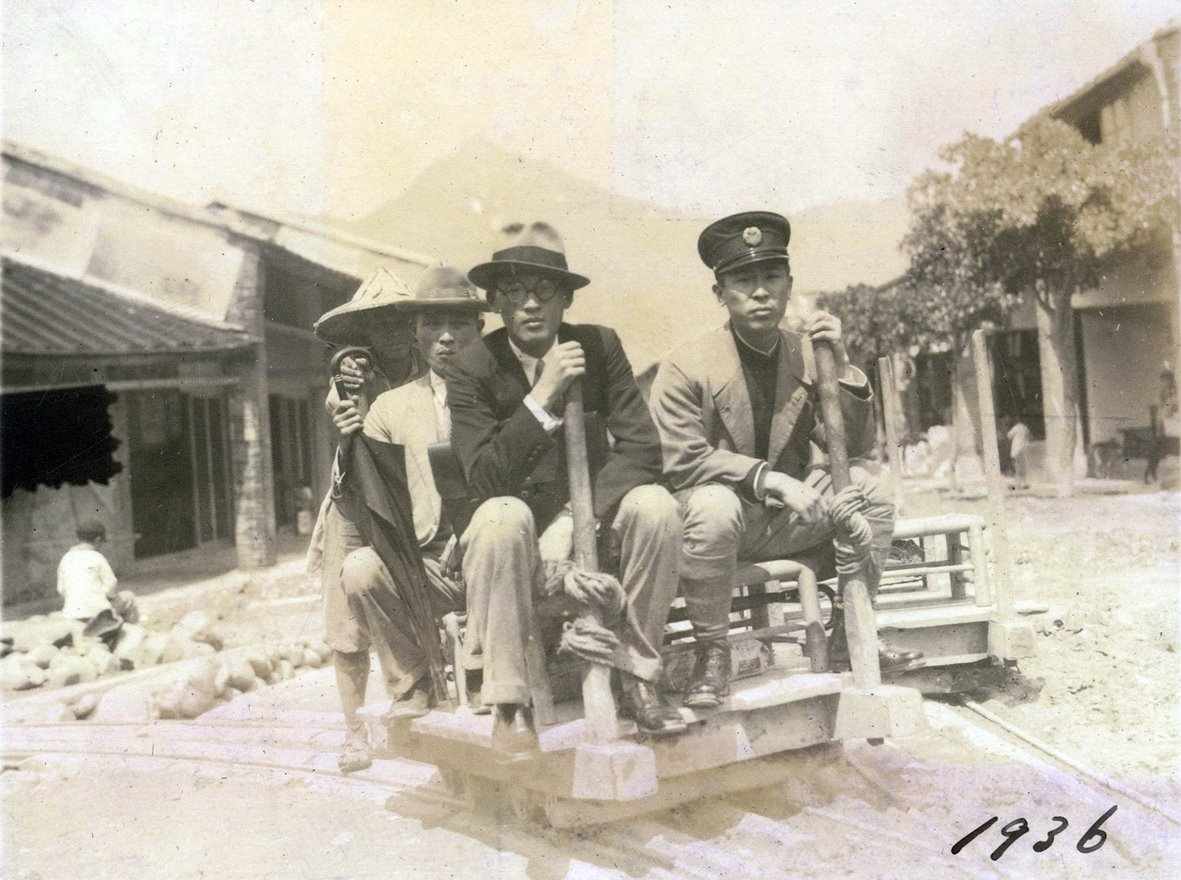
Taiwanische Lore mit Griffstangen und Seilschlaufen, 1936

Die japanischen Wagen für diese Bahnen waren fast allesamt in Leichtbauweise ausgeführt, um sie möglichst effizient einsetzen zu können. Sie wurden über vertikal angebrachte Griffstangen geschoben oder über Seilschlaufen oder Handgriffe an den Frontseiten gezogen. Für die Fahrt bergab gab es Trittbretter. Gebremst wurden sie mittels Handbremsen. Die Spurweite dieser Fahrzeuge betrug im Allgemeinen 610 Millimeter. Die beiden letzten erhaltenen Fahrzeuge dieser Art von Bahn kann man in einem kleinen Verkehrsmuseum in der Stadt Matsuyama in der Präfektur Miyagi und im Verkehrsmuseum Tokio sehen. Ein zweiter Wagen in Matsuyama ist ein Nachbau und wird einmal im Jahr beim Cosmos-Festival in einem Park in Betrieb vorgeführt. Das Original wurde von 1922 bis 1928 in Matsuyama-Machi auf der Strecke zwischen Ort und Bahnhof eingesetzt.

## Geschichte
Die Geschichte der handbetriebenen Bahnen begann in Frankreich. Paul Decauville gründete das Unternehmen Decauville im Jahr 1875. Seine Idee war es, ein Schmalspursystem mit 400 bis 600 mm Spurweite und vorgefertigten, leicht transportablen Schienenelementen zu schaffen. Die französische Armee nutzte diese Bahnen, um den Nachschub mittels der Antriebskraft von Soldaten oder Pferden an die Front zu bringen. Erst etwa ab 1888 wurden dann auch Dampflokomotiven zum Antrieb eingesetzt.
In Japan begann Kaiser Meiji zur selben Zeit, sein Land von der Feudalherrschaft ins Industriezeitalter zu führen. Dazu wurden ausländische Berater eingestellt, die das Land bei der Modernisierung unterstützen sollten. Mit den französischen Beratern für die Armee kamen auch die transportablen Schienen (Spurweite 500 mm) und die kleinen handgeschobenen Wagen von Decauville ins Land.
Während der japanischen Kriege und Besetzungen setzte die Armee dieses Bahnsystem in vielen weiteren asiatischen Ländern ein. Auch die beiden japanischen Kolonien Chōsen (heutiges Nord- u. Südkorea) und Taiwan wurden so infrastrukturell aufgerüstet.

## Liste handbetriebener Bahnen

### Europa
| Land       | Stadt/Strecke                          | Spurweite | Länge  | Beförderung | Betriebsjahre |
| ---------- | -------------------------------------- | --------- | ------ | ----------- | ------------- |
| Frankreich | Kloster Mont des Cats                  | 600 mm    | ?      | Erde        | um 1898       |
| Frankreich | Brauerei in Issy-les-Moulineaux        | 600 mm    | 8 km   | Bier        | um 1930       |
| Österreich | Wien-Lainz (Versorgungsheimbahn Lainz) | 500 mm    | 4,0 km | Güter       | 1904–1925     |

### Afrika

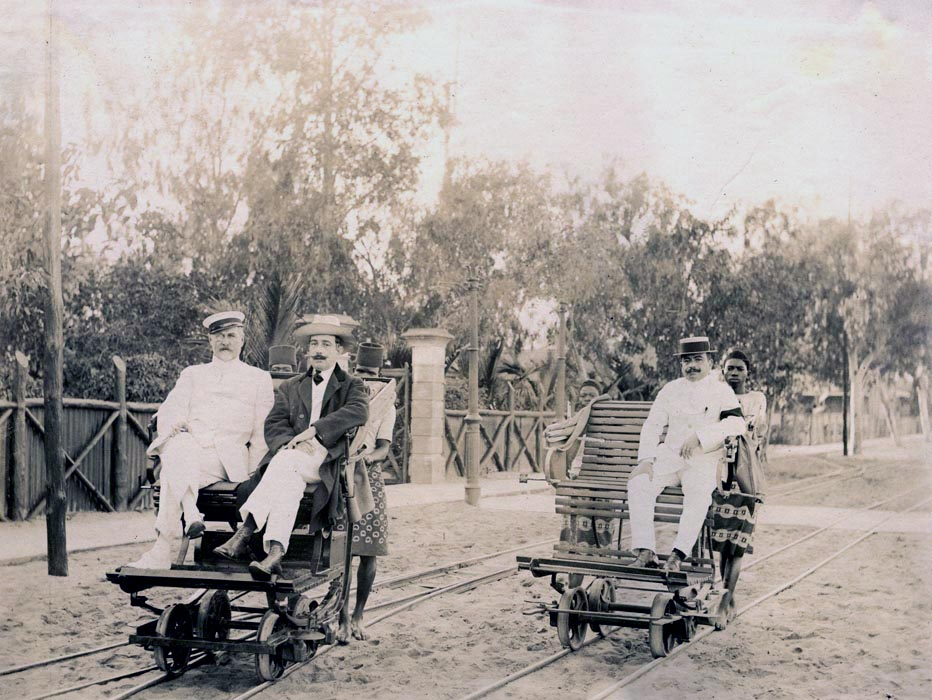
Gouverneur und Generalsekretär der Caminho da Repartição in Beira

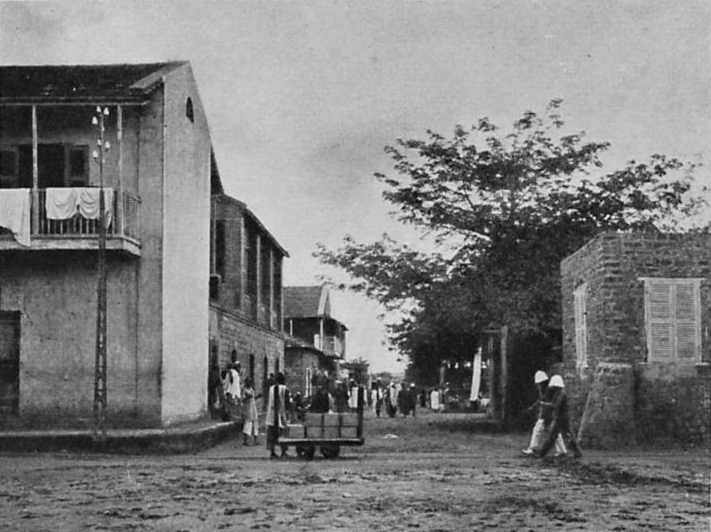
Rufisque, 1912

| Land           | Stadt/Strecke                   | Spurweite | Länge      | Beförderung    | Betriebsjahre  |
| -------------- | ------------------------------- | --------- | ---------- | -------------- | -------------- |
| Elfenbeinküste | Grand-Bassam                    | 600 mm    | ?          | Holz und Güter | um 1906        |
| Gambia         | Bathurst                        | 600 mm    | 1,9 km     | Güter          | 1907–1956      |
| Guinea         | Conakry (Feldbahn)              | ?         | ?          | Güter/Personen | 1904/1905      |
| Kamerun        | Ebenholztransport               | 600 mm    | ?          | Holz           | um 1905        |
| Kenia          | Mombasa                         | 600 mm    | ca. 7 km   | Güter/Personen | 1910/1914      |
| Kongo          | Vivi                            | 500 m     | ca. 0,8 km | Güter          | 1884           |
| Libyen         | Leptis Magna                    | 600 mm    | ca. 50 m   | Aushub         | 1960           |
| Madagaskar     | Fidirana–Tompoko                | ?         | ?          | Güter/Personen | ?              |
| Madagaskar     | Mandrapihaona                   | ?         | ?          | ?              | ?              |
| Mosambik       | Angoche                         | ?         | ?          | ?              | ?              |
| Mosambik       | Beira                           | 600 mm    | ca. 10 km  | Personen/Güter | 1925/1927/1930 |
| Mosambik       | Chinde                          | ?         | ?          | ?              | ?              |
| Mosambik       | Inhambane                       | ?         | ?          | ?              | ?              |
| Mosambik       | Quelimane Companhia da Zambézia | ?         | ?          | ?              | ?              |
| Mosambik       | Tete                            | ?         | ?          | ?              | ?              |
| Mosambik       | Vila de João Belo               | ?         | ?          | ?              | ?              |
| Sambia         | Livingstone                     | ?         | ca. 7 km   | ?              | ?              |
| Senegal        | Rufisque                        | 600 mm    | ca. 14 km  | Güter          | 1885           |
| Simbabwe       | Victoria Falls                  | 600 mm    | ca. 4 km   | Güter/Personen | 1920–1957      |
| Tansania       | Muansa                          | ?         | ?          | Güter          | ?              |
| Tansania       | Tanga                           | 600 mm    | ?          | Personen       | 1909/1911      |
| Togo           | Lomé                            | 1000 mm   | ca. 2 km   | Personen       | 1910           |

### Amerika
| Land      | Stadt/Strecke                    | Spurweite | Länge | Beförderung | Betriebsjahre |
| --------- | -------------------------------- | --------- | ----- | ----------- | ------------- |
| Brasilien | Bau der Madeira-Mamoré-Eisenbahn | 600 mm    | ?     | Aushub      | um 1907       |
| Brasilien | Companhia Agricola Bom Retiro    | 600 mm    | ?     | Bananen     | um 1931       |
| Panama    | 1. Versuch des Kanalbaus         | 600 mm    | ?     | Aushub      | 1881–1889     |

### Japan
| Präfektur | Stadt           | Strecke                       | Spurweite | Länge   | Beförderung      | Betriebsjahre |
| --------- | --------------- | ----------------------------- | --------- | ------- | ---------------- | ------------- |
| Akita     | Futatsui        | Nakanishi-Linie               | 610 mm    | 0,78 km | Güter            | 1922–1936     |
| Chiba     | Ichikawa        | Tōkatsu-Bahn                  | 610 mm    | 12,3 km | Güter/Personen   | 1909–1918     |
| Chiba     | Isumi           | Isumi-Bahn                    | 610 mm    | 15,5 km | Güter/Personen   | 1912–1927     |
| Chiba     | Noda            | Noda-Bahn                     | 762 mm    | 3,5 km  | Güter            | 1900–1926     |
| Fukui     | Takasaki        | Hongō-Bahn                    | ?         | ?       | ?                | ?             |
| Gunma     | Takasaki        | Taishaku-Bahn                 | 762 mm    | 3,12 km | Güter            | 1921–1932     |
| Hokkaidō  | Ebetsu          | Städtische Straßenbahn Ebetsu | ?         | ?       | ?                | ?             |
| Ibaraki   | Kasama          | Kasama-Bahn                   | 610 mm    | 1,4 km  | Personen         | 1915–1930     |
| Ibaraki   | Sakuragawa      | Kabaho-Kōgyō-Bahn             | 609 mm    | 3,7 km  | Güter            | 1900–1916     |
| Iwate     | Kitakami        | Waga-Bahn                     | 762 mm    | 20,1 km | Güter/Personen   | 1907–1922     |
| Kanagawa  | Yokohama        | Trinkwasserversorgung         | 600 mm    |         | Aushub und Rohre | 1886–1887     |
| Miyagi    | Matsuyama       | Matsuyama-Bahn                | 610 mm    | 2,5 km  | Güter/Personen   | 1922–1928     |
| Shizuoka  | Atami – Odawara | Atami-Bahn                    | 610 mm    | 25,3 km | Personen         | 1895–1907     |
| Shizuoka  | Iwata           | Nakaizumi-Bahn                | 762 mm    | 5,78 mm | Güter/Personen   | 1909–1932     |
| Shizuoka  | Shimada         | Shimada-Bahn                  | 610 mm    | 2,94 km | Güter            | 1898–1959     |
| Shizuoka  | Yaizu           | Fujieda-Yaizukan-Bahn         | 610 mm    | 4,5 km  | Güter/Personen   | 1891–1900     |
| Tochigi   | Iwafune         | Iwafune-Bahn                  | 635 mm    | 4,3 km  | Güter            | 1900–1916     |
| Tochigi   | Ōtawara         | Nasu-Bahn                     | 762 mm    | 5,2 km  | Güter/Personen   | 1908–1925     |
| Tochigi   | Oyama           | Otome-Bahn                    | 610 mm    | 1,6 km  | Güter            | 1899–1917     |
| Tochigi   | Sakura          | Kitsuregawa-Bahn              | 610 mm    | 8,2 km  | Güter/Personen   | 1902–1918     |
| Tochigi   | Tochigi         | Nabeyama-Bahn                 | 610 mm    | 15,9 km | Güter/Personen   | 1900–1933     |
| Tochigi   | Utsunomiya      | Utsunomiya-Steinbruchbahn     | 610 mm    | 29,5 km | Güter/Personen   | 1897–1928     |
| Tokio     | Katsushika      | Tashaku-Bahn                  | 610 mm    | 1,5 km  | Personen         | 1899–1912     |
| Yamagata  | Akayu           | Straßenbahn Akayu             | 610 mm    | 1,9 km  | Personen         | 1919–1926     |

### Weitere asiatische Länder

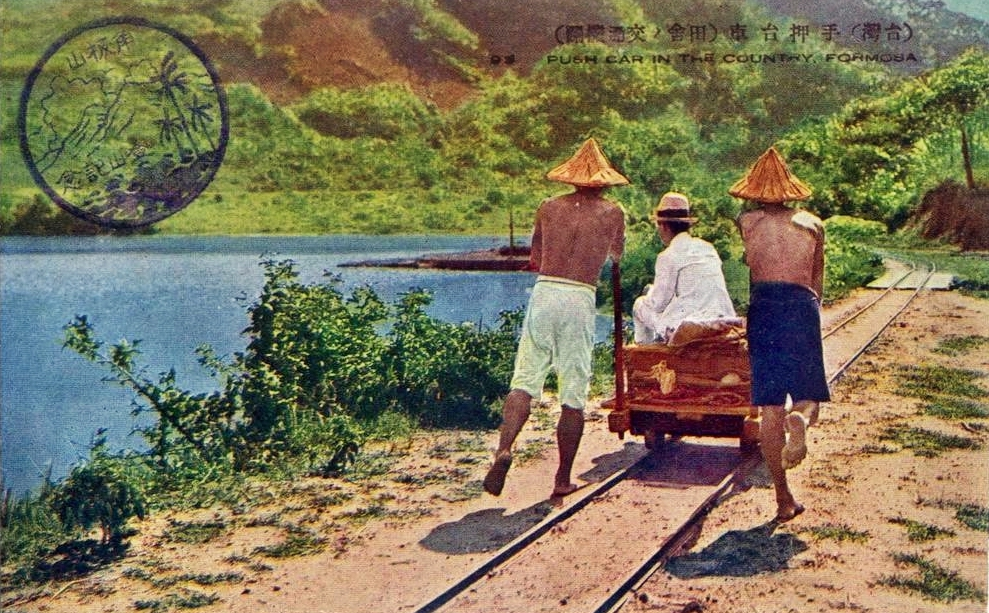
Handbetriebene Eisenbahn in Taiwan zur Zeit, als es zum Japanischen Kaiserreich gehörte

| Land           | Stadt/Strecke                                                     | Spurweite | Länge     | Beförderung    | Betriebsjahre |
| -------------- | ----------------------------------------------------------------- | --------- | --------- | -------------- | ------------- |
| Hongkong       | Praya East Reclamation                                            | 600 mm    | ca. 1 km  | Sand           | 1922          |
| Indonesien     | Trinil-Expedition                                                 | 600 mm    | ca. 100 m | Aushub         | 1907–1908     |
| Korea (Chōsen) | Heijō                                                             | 610 mm    | 1,93 km   | Personen       | 1914          |
| Korea (Chōsen) | Chinampo–Pjöngjang (Nampo–Pjöngjang)                              | 533 mm    | 88 km     | Güter/Personen | 1895          |
| Korea (Chōsen) | Wakan–Rakutoko (Wäkan–Naktongkang)                                | 610 mm    | 1,12 km   | Personen       | 1914          |
| Korea (Chōsen) | Hoangkang (Station der Keifu-Linie)                               | ?         | ca. 22 km | Güter          | 1914          |
| Taiwan         | Ro Liao-Yu Na-Wu Tu (zwischen Taipeh und Keelung)                 | 500 mm    | ca. 6 km  | Güter/Personen | 1895–1978     |
| Taiwan         | Wulai/Neu-Taipeh (Wulai Taiche)                                   | 545 mm    | 1,6 km    | Güter/Personen | 1928–1974     |
| Taiwan         | Shui Nan Tung (südlich von Keelung)                               | ?         | 10 km     | Güter          | bis 1973      |
| Taiwan         | Shen Ao Li (südlich von Keelung)                                  | 500 mm    | ?         | Güter          | bis 1974      |
| Taiwan         | Gwaishatei-Fumpo-Dairin-Horisha (in der Nähe des Sonne-Mond-Sees) | ?         | ?         | Güter/Personen | bis 1926      |
| Taiwan         | Horisha                                                           | ?         | 8 km      | Güter/Personen | bis 1926      |
| Vietnam        | Halong-Bucht                                                      | 1000 mm   | 3 km      | Kohle          | 1899–1930     |